# Đức Thắng (phường)
Đức Thắng là một phường thuộc quận Bắc Từ Liêm, thành phố Hà Nội, Việt Nam.

## Địa lý
Phường Đức Thắng nằm ở phía bắc quận Bắc Từ Liêm, có vị trí địa lý:
- Phía đông giáp phường Xuân Đỉnh
- Phía tây giáp phường Thụy Phương
- Phía nam giáp phường Cổ Nhuế 2
- Phía bắc giáp các phường Đông Ngạc và Thụy Phương.

Phường có diện tích 1,20 km², dân số năm 2013 là 19.923 người, mật độ dân số đạt 16.603 người/km².

## Lịch sử
Phường Đức Thắng được thành lập vào ngày 27 tháng 12 năm 2013 trên cơ sở điều chỉnh 120 ha diện tích tự nhiên và 19.923 người của xã Đông Ngạc thuộc huyện Từ Liêm cũ.